# Izabal megye
Izabal Guatemala egyik megyéje. Az ország keleti részén terül el. Székhelye Puerto Barrios.

## Földrajz
Az ország keleti részén elterülő megye északon Petén megyével, Mexikó Quintana Roo államával és az Atlanti-óceán egy öblével, keleten és délkeleten Hondurasszal, délnyugaton Zacapa, nyugaton pedig Alta Verapaz megyével határos. Ebben a megyében található az ország legnagyobb tava, az Izabal-tó.

## Népesség
Ahogy egész Guatemalában, a népesség növekedése Izabal megyében is gyors. A változásokat szemlélteti az alábbi táblázat:
| Év             | Lakosság |
| -------------- | -------- |
| 1981           | 194 618  |
| 1994           | 253 153  |
| 2002           | 314 306  |
| 2014 (becsült) | 445 125  |

### Nyelvek
2011-ben a lakosság 23,2%-a beszélte a kekcsi, 0,2%-a a mam és 0,4%-a a kakcsikel nyelvet.

## Képek

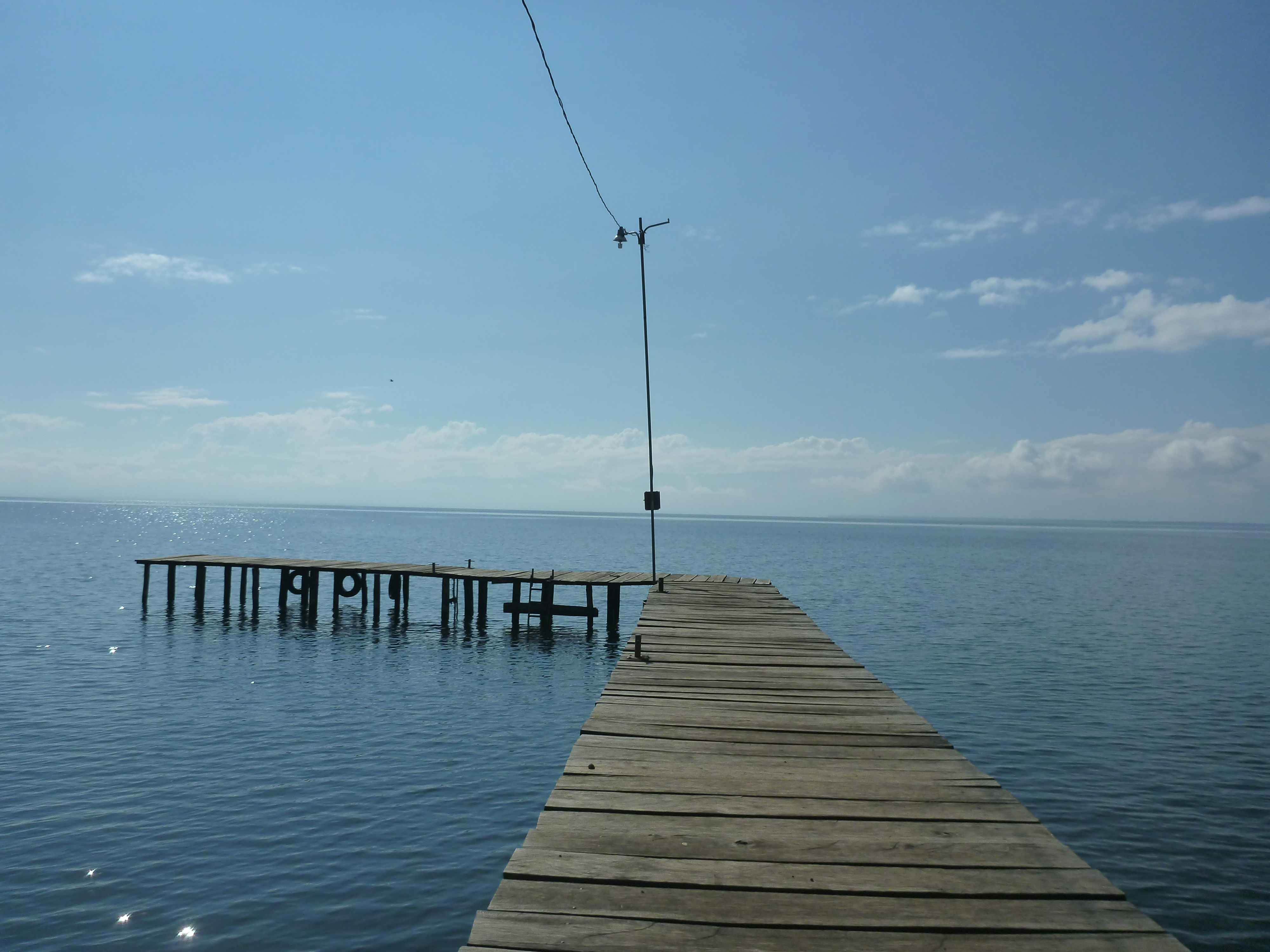
Az Izabal-tó
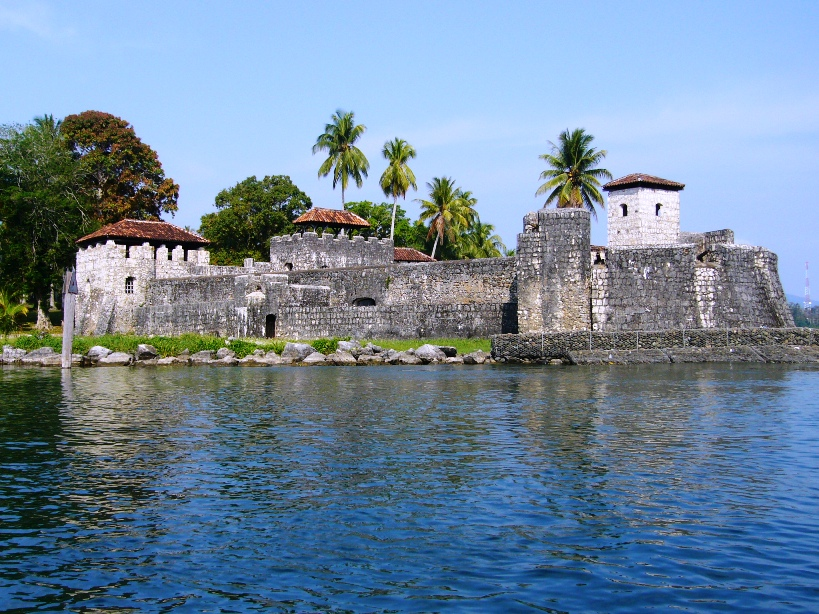
A San Felipe-vár
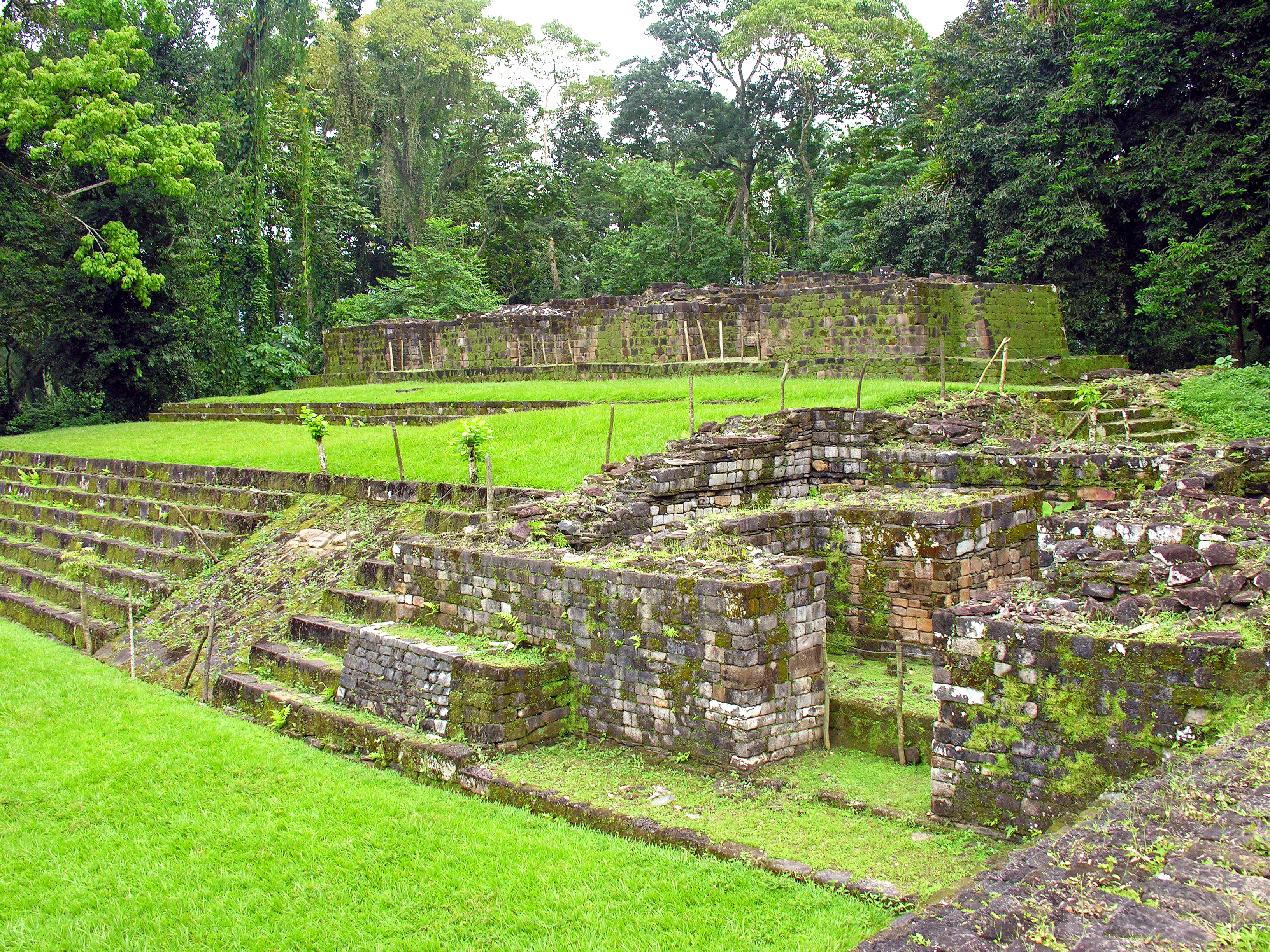
A Quiriguá maja régészeti lelőhely
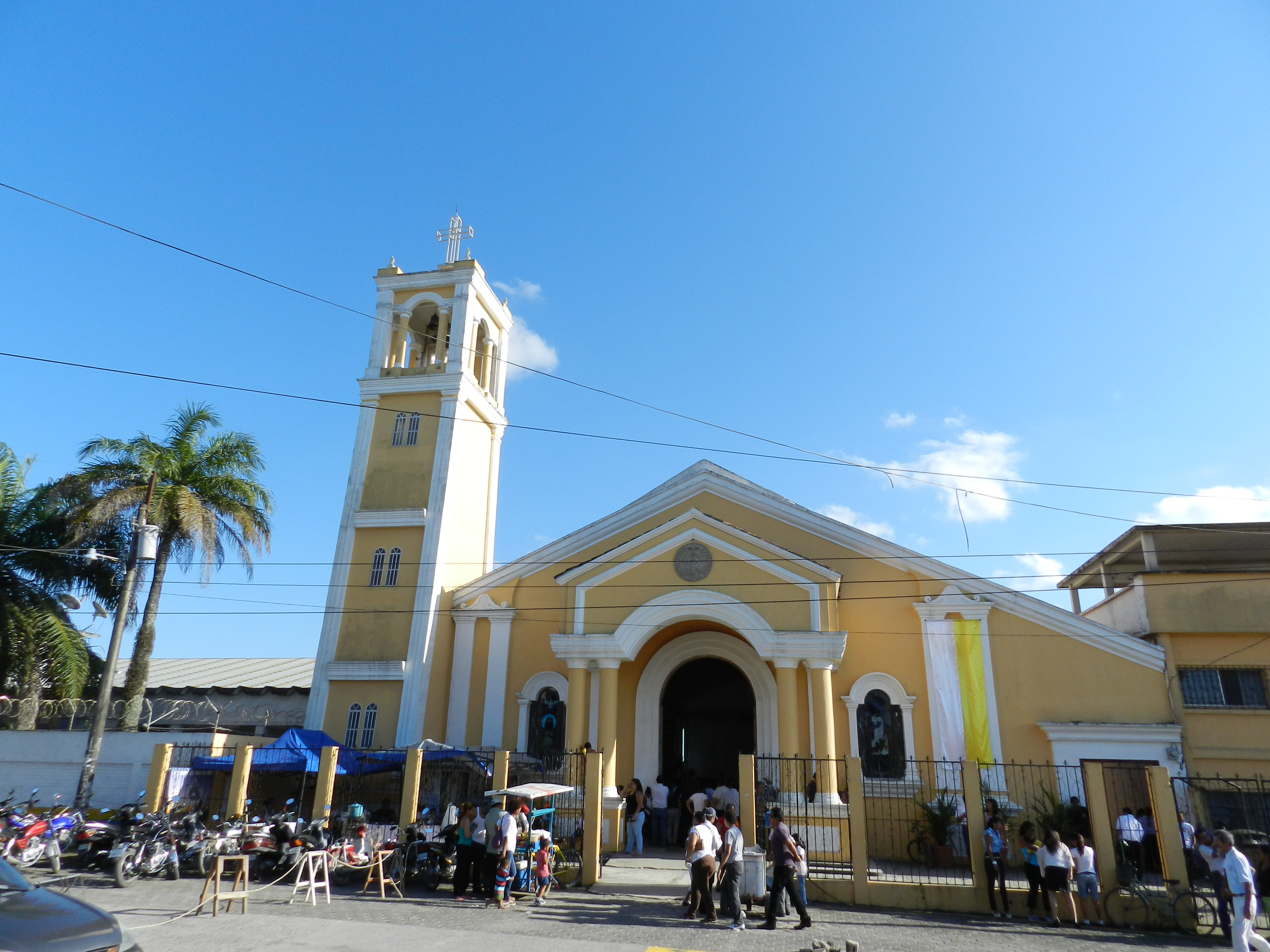
A Puerto Barrios-i Szeplőtelen Fogantatás-székesegyház